# 7807 Ґрієр
7807 Ґрієр (7807 Grier) — астероїд головного поясу, відкритий 30 вересня 1975 року.
Тіссеранів параметр щодо Юпітера — 3,154.